# Кузнецов Валерій Борисович
Валерій Борисович Кузнецов (рос. Валерий Борисович Кузнецов, латис. Valerijs Kuznecovs; 29 жовтня 1961) — радянський і латвійський хокеїст, захисник.

## Спортивна кар'єра
Вихованець хокейної школи московського «Динамо». 1978 року став переможцем юнацького чемпіонату СРСР і в складі збірної Москви — IV зимової Спартакіади народів СРСР. У квітні наступного року здобув золото молодіжної першості Радянського Союзу, а восени дебютував за новостворене харківське «Динамо». У середині 80-х пограв шість сезонів у складі вищелігового клубу «Динамо» (Рига). 1987 року повернувся до України на два сезони: у першому харків'яни здобули путівку до еліти радянського хокею, у другому — зберегли місце у вищій лізі. Всього у чемпіонаті СРСР провів 392 матчі, у тому числі у вищій лізі — 211. У сезоні 1992/1993 грав у чемпіонаті Латвії за команду «Латвіяс Зельц» (Рига).

## Статистика
| Сезон   | Команда                | Ліга   | І  | Г | П | 0 | Штр |
| ------- | ---------------------- | ------ | -- | - | - | - | --- |
| 1979-80 | «Динамо» (Харків)      | друга  | 53 | 2 | 0 | 2 | 18  |
| 1980-81 | «Динамо» (Харків)      | друга  | 52 | 2 | 0 | 2 | 50  |
|         | «Динамо» (Харків)      | друга  | 12 | 1 | 1 | 2 | 18  |
| 1981-82 | «Динамо» (Рига)        | вища   | 30 | 1 | 0 | 1 | 29  |
| 1982-83 | «Динамо» (Рига)        | вища   | 40 | 0 | 0 | 0 | 26  |
| 1983-84 | «Динамо» (Рига)        | вища   | 23 | 0 | 0 | 0 | 10  |
| 1984-85 | «Динамо» (Рига)        | вища   | 49 | 2 | 2 | 4 | 18  |
| 1985-86 | «Динамо» (Рига)        | вища   | 32 | 1 | 0 | 1 | 16  |
| 1986-87 | «Динамо» (Рига)        | вища   | 26 | 1 | 0 | 1 | 14  |
| 1987-88 | «Динамо» (Харків)      | перша  | 64 | 2 | 7 | 9 | 32  |
| 1988-89 | «Динамо» (Харків)      | вища   | 11 | 1 | 1 | 2 | 13  |
| 1992-93 | «Латвіяс Зельц» (Рига) | Латвія | 3  | 1 | 0 | 1 | 2   |